# Fortuna Magdeburg
SV Fortuna Magdeburg – niemiecki klub sportowy z siedzibą w Magdeburgu. Drużyna uczestniczy w rozgrywkach lokalnych Landesliga Sachsen-Anhalt (III liga Saksonia-Anhalt - 7.Bundesliga). Klub posiada również sekcję badmintonu, siatkówki oraz boksu.

## Historia
Klub został założony w 1911 roku, jako Magdeburger Fußball-Verein Fortuna vom Jahre 1911. Klub najwyżej występował w 4.Bundeslidze, lecz grał w niej tylko jeden sezon. Obecnie występuje na trzecim szczeblu ligi okręgowej w Saksonii-Anhalt.